# Donkere glanszweefvlieg
De donkere glanszweefvlieg (Callicera fagesii) is een vliegensoort uit de familie van de zweefvliegen (Syrphidae). De wetenschappelijke naam van de soort is voor het eerst geldig gepubliceerd in 1844 door Guérin-Méneville.